# Vittorio Farfán
Vittorio Emmanuel Farfán Barría (Talca, 1979) es un cineasta, gestor cultural, Director de fotografía, columnista, actor y animador chileno. Es el creador del mediometraje La invasión de los completos sin vienesa (2000) y el videojuego del año 2003 Pinochestein 3d.

## Filmografía
- "Hipnagogicas", Cortometraje, 2025. Director
- "Hugo Villar & Extramuros - Talca", Videoclip, 2025. Director, animador
- "El Fin", Cortometraje Documental experimental, 2023. Director
- "Las Pleyades", Cortometraje, 2023. Director
- "Hugo Villar & Extramuros - Desierto Rojo", Videoclip, 2023. Director, animador
- "Los Corceles Suicidas", Cortometraje, 2023. Director, guion y actor.
- "Hugo Villar & Extramuros - Tercer Hombre", Videoclip, 2022. Director, animador
- “Limbus Sanctus", Cortometraje, 2021. Director y guion.
- “H & H - Save your soul”, videoclip, 2014. Director.
- “Cerebral Slaughter - Ultimas Huellas”, videoclip, 2013 Director.
- “Suicide Nation - Shoot to Kill”, videoclip, 2013. Director.
- “Proyecto Paradero Capítulo 8 -La venganza del poeta”, Cortometraje 2010. Director, guion y actor.
- “Suicide Nation - Day of Destruction”, videoclip, Minidv, 2010. Director.
- “One Man's Hell - Souls Sucker”, videoclip, 2009. Director, guionista, animador.
- “1-2-3 ESCAPE!!!”, Cortometraje, 2006. Director, guionista, animador.
- “Fiesta Sangre”, Cortometraje, Digital-8, 2004. Director, guionista, actor.
- “La invasión de los completos sin vienesa”, Mediometraje, VHS, 2000. Director, guionista, actor.[1]

## Largometrajes Como Director de Fotografía
- “En las afueras de la ciudad 2” 2023 Director: Patricio Valladares.
- “Invoking Yell” 2023 Director: Patricio Valladares.
- “PerKings” 2024 Director: Patricio Valladares.
- “Quien tiene la culpa” 2025 Directores: Jorge Alis e Ivan Oyarzun.
- “Lo que trajo la marea” 2025 Director: Patricio Valladares.
- “Chica Rica” 2025 Director: Alvaro López Zúñiga.
- “Invoking Scream” 2025 Director: Patricio Valladares.

## Otros
- “Pinochestein 3D”, Videojuego, 2003, Director, guionista, diseño general.[1]